# Alfred J. Lotka
Alfred James Lotka (Lemberg, 2 de Março de 1880 — Nova Iorque, 5 de Dezembro de 1949) foi um matemático, físico-quimico e estatístico estadunidense, famoso pelo seu trabalho em dinâmica populacional.

## Biografia
Graduado em matemática pela Universidade de Birmingham. Em 1935, casou-se com Romola Beattie.

## Trabalho
Embora hoje seja conhecido principalmente pelas equações de Lotka-Volterra usadas em ecologia, Lotka foi biomatemático e bioestatístico, que buscou aplicar os princípios das ciências físicas também às ciências biológicas. Seu principal interesse era a demografia, o que possivelmente influenciou sua escolha profissional como estatístico na Metropolitan Life Insurance.
Uma das primeiras publicações de Lotka, em 1912, propôs uma solução para o segundo modelo de malária de Ronald Ross. Em 1923, ele publicou uma análise completa em cinco partes e uma extensão de ambos os modelos de malária de Ross. A quarta parte da série, coautoria de FR Sharpe, modelou o intervalo de tempo para a incubação do patógeno. Lotka publicada Elementos de Biologia Física em 1925, um dos primeiros livros sobre biologia matemática. Ele também é conhecido por sua perspectiva energética sobre a evolução. Lotka propôs que a seleção natural era, em sua raiz, uma luta entre organismos por energia disponível; O princípio de Lotka afirma que os organismos que sobrevivem e prosperam são aqueles que capturam e usam energia de forma mais eficiente do que seus concorrentes. Lotka estendeu sua estrutura energética à sociedade humana. Em particular, ele sugeriu que a mudança na dependência da energia solar para a energia não renovável representaria desafios únicos e fundamentais para a sociedade. Essas teorias fizeram de Lotka um precursor importante para o desenvolvimento da economia biofísica e da economia ecológica, desenvolvida por Frederick Soddy, Howard Odum e outros.

### Elementos de biologia física
Enquanto na Johns Hopkins, Lotka concluiu seu livro Elements of Physical Biology (1925), no qual estendeu a obra de Pierre François Verhulst. Seu primeiro livro resume seus trabalhos anteriores e organiza suas ideias de unidade e universalidade das leis físicas, tornando suas obras acessíveis a outros cientistas. Embora o livro cobrisse uma grande quantidade de tópicos, desde a energética da evolução (veja abaixo) até a natureza física da consciência, o autor é principalmente conhecido hoje pela equação Lotka-Volterra da dinâmica populacional.

### Energética da evolução
Seu trabalho anterior foi centrado em energética e aplicações da termodinâmica nas ciências da vida.
Lotka propôs a teoria de que o conceito darwiniano de seleção natural poderia ser quantificado como uma lei física. A lei que ele propôs era que o princípio seletivo da evolução era aquele que favorecia a transformação do fluxo de energia útil máxima. O ecologista geral de sistemas Howard T. Odum mais tarde aplicou a proposta de Lotka como um guia central de seu trabalho em ecologia de ecossistemas. Odum chamou a lei de Lotka de princípio de potência máxima.

### Demografia e saúde pública
O trabalho de Lotka em demografia matemática começou em 1907 com a publicação de artigos na revista Science e no American Journal of Science. Publicou várias dezenas de artigos sobre o assunto ao longo de mais de duas décadas, culminando com a Théorie Analytique des Associations Biologiques (Teoria Analítica das Associações Biológicas). A Parte 1 de 45 páginas, intitulada Principes, foi publicada em 1934; a Parte 2 de 149 páginas, intitulada Analyze demographique avec application particuliere a l'espece humaine, foi publicada em 1939; ambos por Hermann & Cie, Paris.

### Bibliometria
No campo da bibliometria, particularmente na parte dedicada ao estudo de publicações científicas, Lotka se destaca por contribuir com a "lei de Lotka". A lei, que Lotka descobriu, diz respeito à produtividade dos cientistas. Conforme observado por WG Poitier em 1981: "A distribuição de Lotka é baseada em uma lei do quadrado inverso, onde o número de autores que escrevem n artigos é 1/n2 do número de autores que escrevem um artigo. Cada área temática pode ter associada a ela um expoente que representa sua taxa específica de produtividade do autor". O trabalho de Lotka gerou pesquisas adicionais, eventualmente contribuindo seminalmente para o campo da cienciometria - o estudo científico de publicações científicas.
Ele se juntou a Louis Israel Dublin, outro estatístico da Metropolitan Life, para escrever três livros sobre demografia e saúde pública: The Money Value of a Man (1930), Length of Life (1936) e Twenty-five Years of Health Progress (1937).

## Obras
- A.J.Lotka (1922a) 'Contribution to the energetics of evolution' [PDF]. Proc Natl Acad Sci, 8: pp. 147–51.
- A.J.Lotka (1922b) 'Natural selection as a physical principle' [PDF]. Proc Natl Acad Sci, 8, pp 151–54.
- A.J.Lotka (1924) Elements of Physical Biology reeditado por Dover in 1956 as Elements of Mathematical Biology, contendo a lista completa dos trabalhos de Lotka.